# Peter Seipel
Peter Seipel, född 25 juni 1939, död 23 mars 2025, var en svensk professor i rättsinformatik vid Stockholms universitet  samt rättsvetenskaplig författare. År 1968 inrättade han Institutet för rättsinformatik (IRI) vid juridiska fakulteten på Stockholms universitet. Seipel disputerade vid Stockholms universitet 1977.